# Great Wall Wingle 6

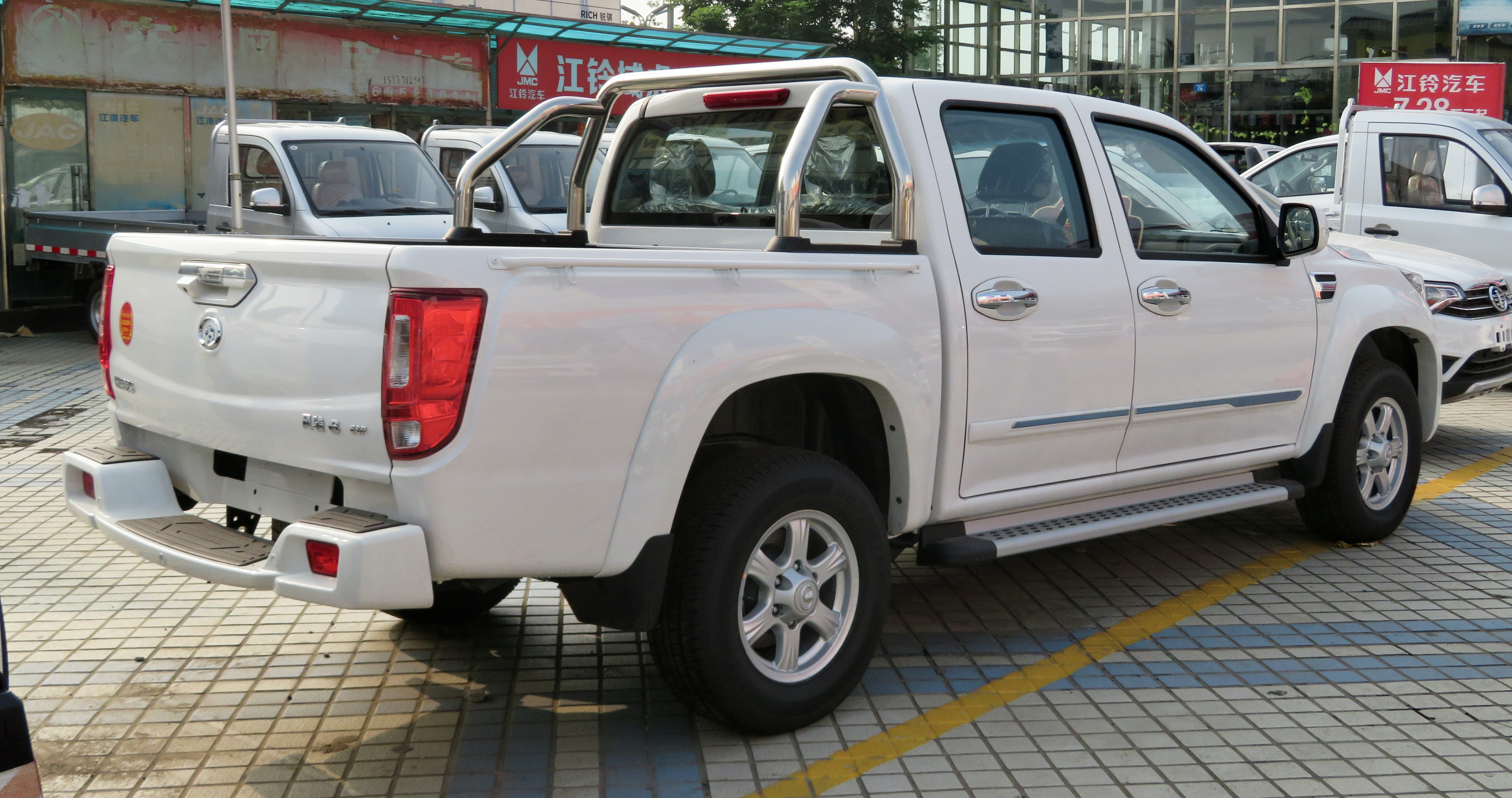
Heckansicht

Der Great Wall Wingle 6 (in Europa: Great Wall Steed 6) ist ein Pick-up-Modell des chinesischen Automobilherstellers Great Wall Motor, das zwischen 2014 und 2021 verkauft wurde. Gegenüber dem Wingle 5 ist das Fahrzeug besser ausgestattet.

## Geschichte
Der Pick-up debütierte auf der Shanghai Auto Show im April 2013. In China wurde das Fahrzeug ab Mai 2014 angeboten. In Europa wurde der Pick-up unter anderem in Bulgarien, Mazedonien, der Ukraine und in Italien für rund 15.000 Euro verkauft.

## Technische Daten
Angetrieben wird das Fahrzeug entweder von einem 2,4-Liter-Ottomotor mit 90 kW (122 PS) oder einem Zweiliter-Dieselmotor mit 105 kW (143 PS). In Europa wurde der Dieselmotor nur in der Ukraine angeboten.
|                                             | 4G69                  | GW4D20                 |
| Bauzeitraum                                 | 2014–2021             | 2014–2021              |
| Motorkenndaten                              |                       |                        |
| Motortyp                                    | R4-Ottomotor          | R4-Dieselmotor         |
| Hubraum                                     | 2378 cm³              | 1996 cm³               |
| Verdichtungsverhältnis                      | 10,0 : 1              | 16,3 : 1               |
| max. Leistung bei min−1                     | 90 kW (122 PS) / 5150 | 105 kW (143 PS) / 4000 |
| max. Drehmoment bei min−1                   | 200 Nm / 2500–3000    | 305 Nm / 1800–2800     |
| Kraftübertragung                            |                       |                        |
| Antrieb, serienmäßig                        | Hinterradantrieb      | Hinterradantrieb       |
| Antrieb, optional                           | Allradantrieb         | Allradantrieb          |
| Getriebe, serienmäßig                       | 5-Gang-Schaltgetriebe | 6-Gang-Schaltgetriebe  |
| Messwerte                                   |                       |                        |
| Höchstgeschwindigkeit                       | 160 km/h              | 140 km/h               |
| Beschleunigung, 0–100 km/h                  | 13,0 s                |                        |
| Kraftstoffverbrauch auf 100 km (kombiniert) | 12,4 l Super          | 7,6–7,9 l Diesel       |
| Tankinhalt                                  | 70 l                  | 70 l                   |